# Başkale
Başkale (in curdo Elbak‎; in armeno Ադամակերտ?, Adamakert ) è il capoluogo dell'omonimo distretto, nella provincia di Van in Turchia.

## Geografia
La città si trova nel sud est della Turchia, tra le montagne dell'Altopiano armeno a circa 20 kilometri di distanza dal confine con l'Iran.

## Storia

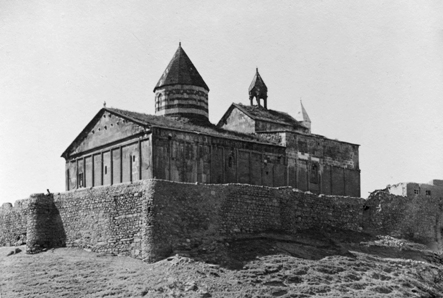
Il mausoleo armeno di San Bartolomeo, 25 km a est dell'odierna Başkale, ad inizio XX Secolo.

Insediamento già nel regno di Urartu, fu nel tempo conquistata da Romani, Parti, Sassanidi, Bizantini e Arabi, prima di diventare parte dell'Impero ottomano nel XVI secolo.
Per secoli è stata abitata da Armeni, oltre che una minoranza ebraica.

## Società
La città è abitata da popolazione principalmente di etnia curda.

## Infrastrutture e trasporti
La città è collegata al resto della provincia dalla strada statale 975 attraverso il Güzeldere Geçidi: si tratta di una delle strada asfaltate tra le più alte situate in stati europei (pur trovandosi in un'area esterna ai confini geografici dell'Europa). La medesima strada la collega – nella direzione opposta – alla Provincia di Hakkâri.